# Daroț, Cluj
Daroț este un sat în comuna Unguraș din județul Cluj, Transilvania, România.